# Émilien Cabuchet
Émilien Cabuchet (ur. 16 sierpnia 1819 w Bourg-en-Bresse, zm. 24 lutego 1902 tamże) – francuski rzeźbiarz, autor dzieł o tematyce religijnej. Najbardziej znany jako autor popiersia św. Jana Vianneya – proboszcza z Ars.

## Biografia
Urodził się w Bourg-en-Bresse w 1819 roku w rodzinie inteligenckiej. Kształcił się w szkołach jezuickich się w Chambéry, później w Hiszpanii. Po powrocie do Francji uczył się w Beaux Arts w Lyonie. Ostatecznie jednak zainteresował się rzeźbą. Studiował ją w Paryżu i Rzymie.
Wykonał kilka rzeźb, które uczyniły go znanym jako twórcę dzieł sakralnych. Były to m.in. pomnik św. Wincentego a Paulo w Châtillon-sur-Chalaronne, św. Marty w Marsylii, czy Panny z Dzieciątkiem w Gap.
W 1858 roku, ksiądz Toccanier, przyjaciel Jana Vianneya, zlecił rzeźbiarzowi zadanie wykonania popiersia proboszcza z Ars, którego już wówczas wielu uważało za świętego. Jednak Vianney konsekwentnie odmawiał pozowania do rzeźby. Wówczas Émilien Cabuchet udał się do kościoła na rekolekcje prowadzone przez proboszcza. Mieszając się z tłumem pielgrzymów, przez 8 dni pracował nad swoim małym woskowym popiersiem, który ostatecznie udało mu się wykonać. Po śmierci przyszłego świętego zrealizował swoje najsłynniejsze dzieło, przedstawiające Jana Vianneya na kolanach podczas modlitwy.
Prywatnie Émilien Cabuchet był ożeniony od 1877 z Marguerite de Fresquet. Miał czwórkę dzieci.

## Galeria

Dzieła Émiliena Cabucheta
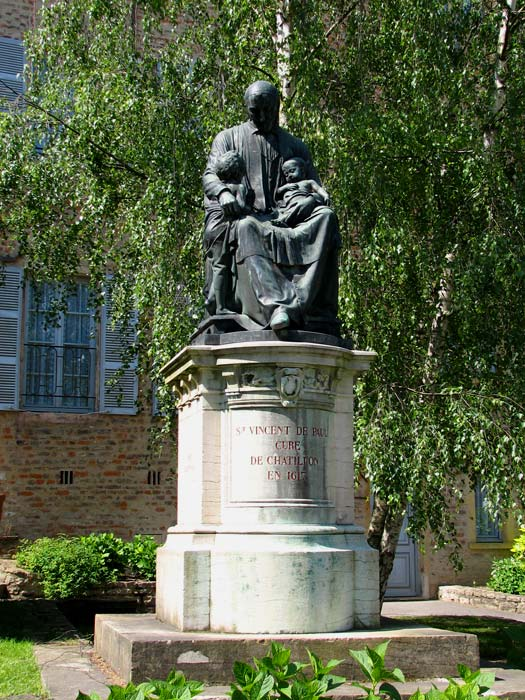
Pomnik św. Wincentego a Paulo (1857), Châtillon-sur-Chalaronne.
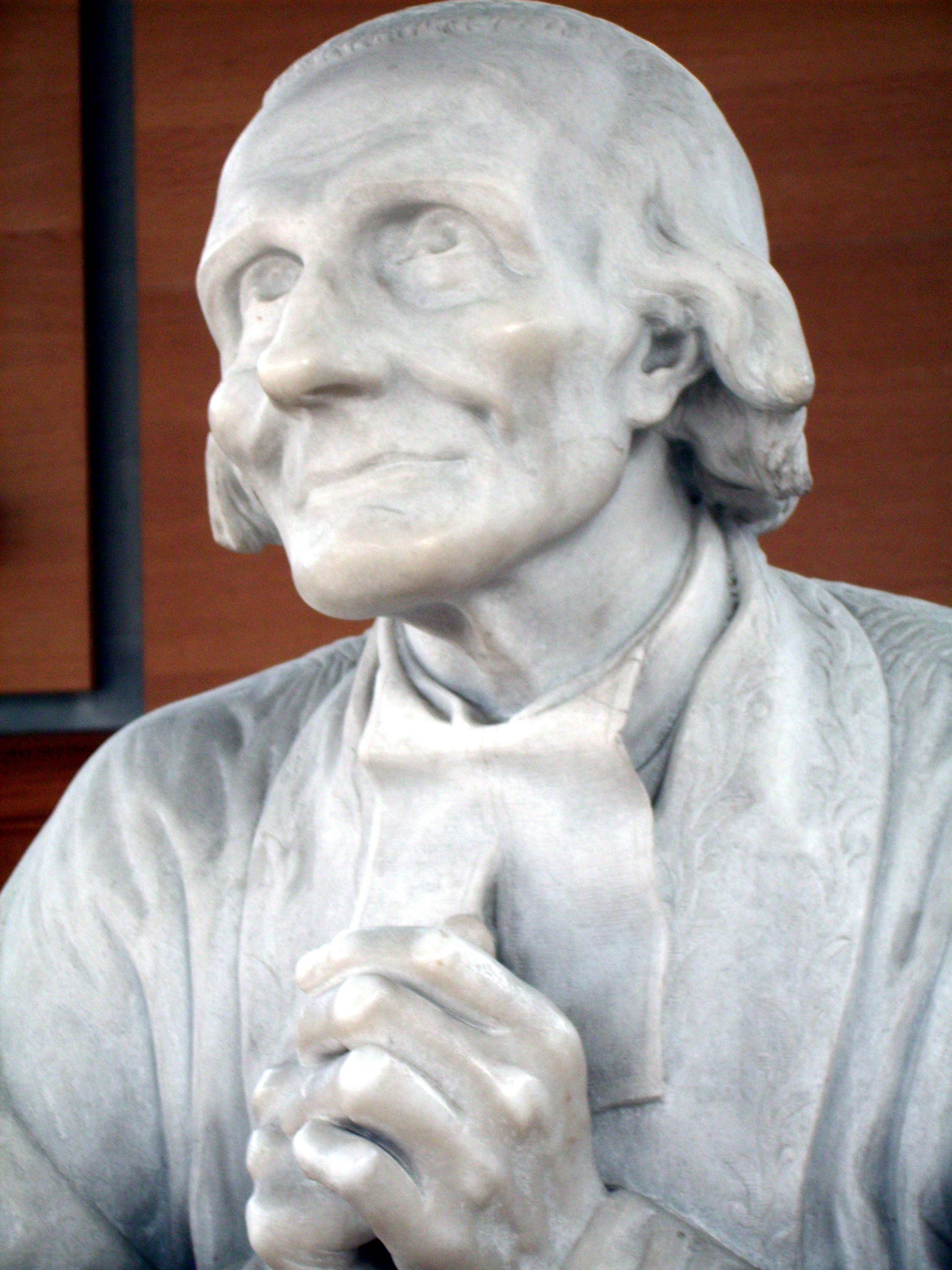
Jan Vianney, proboszcz z Ars (1867, fragment), Ars-sur-Formans, Bazylika w Ars.
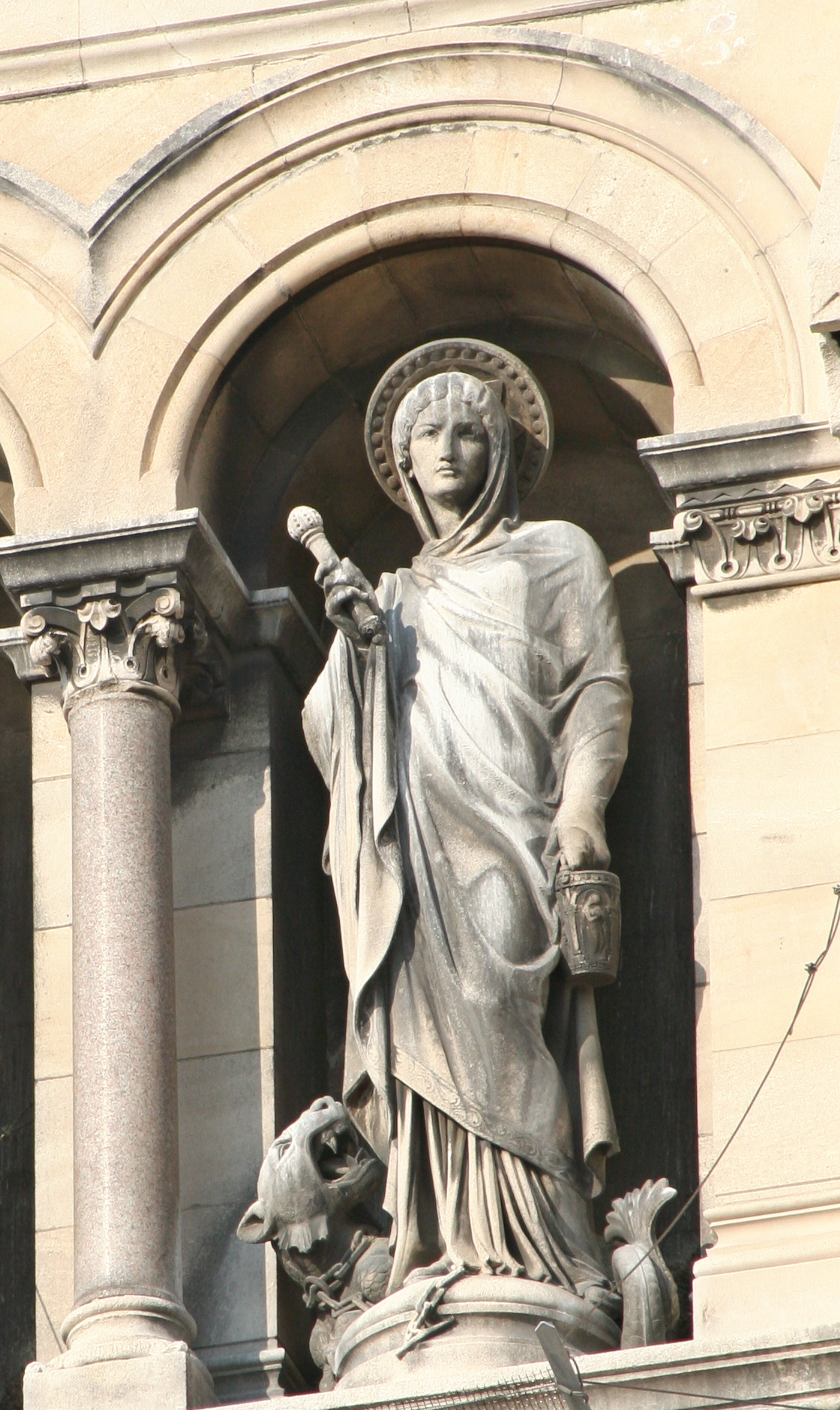
Św. Marta, Marsylia, Archikatedra Sainte-Marie-Majeure w Marsylii.
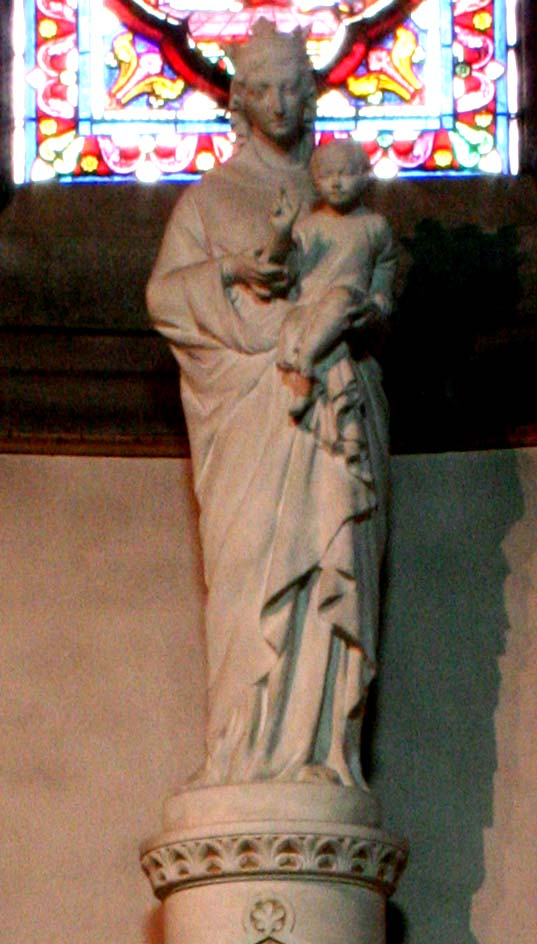
Panna z Dzieciątkiem, Gap, Katedra Notre-Dame-et-Saint-Arnoux.